# Lugar de residencia habitual

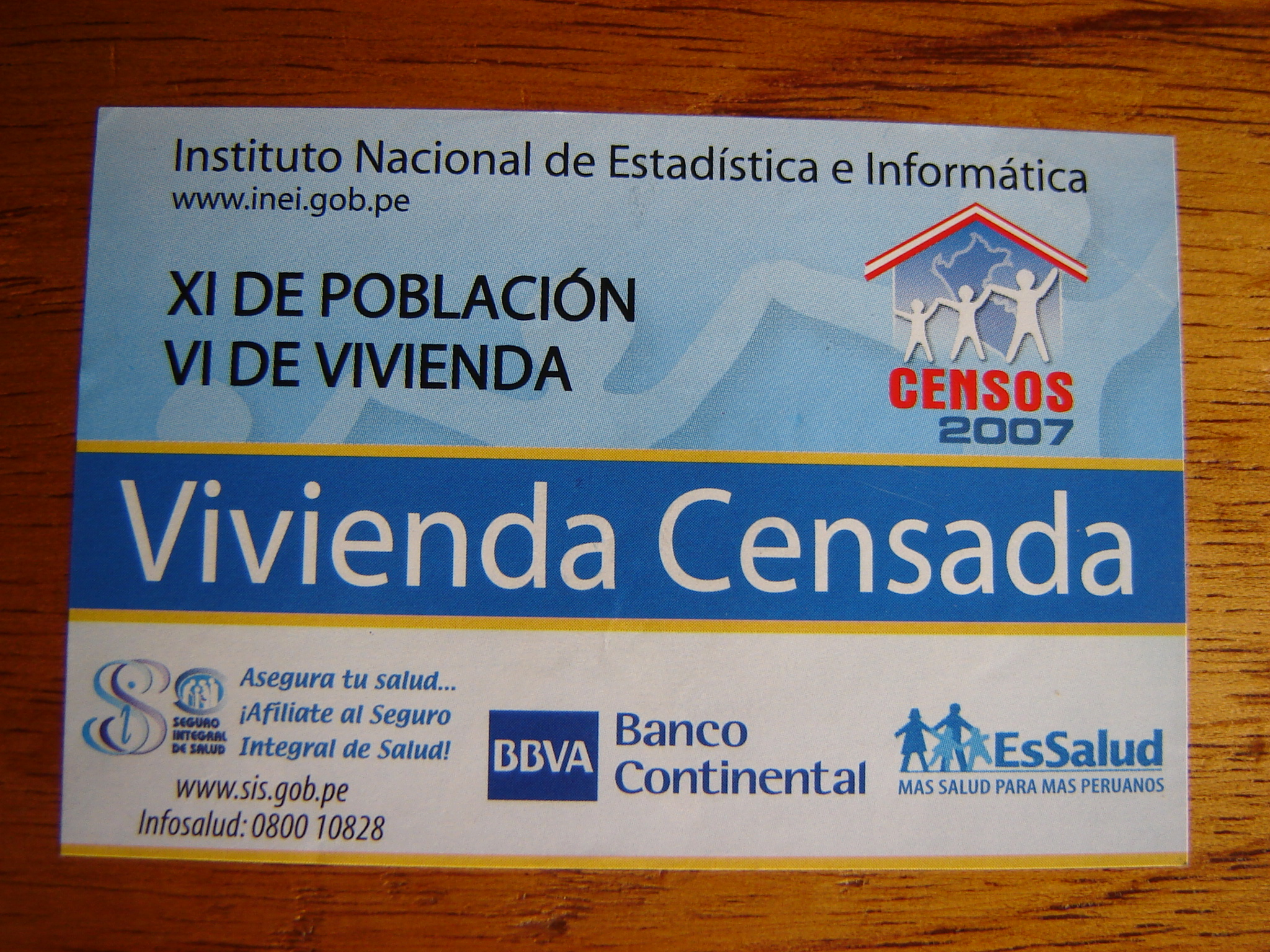
Censo de Población y Vivienda 2007 en Perú

Lugar de residencia habitual es un concepto estadístico utilizado principalmente en los Censos de población y habitación.
El lugar de residencia habitual puede coincidir o no con el lugar donde se encontraba la persona empadronada al momento de realizarse el censo, del mismo modo, este puede o no coincidir con su domicilio legal.
Se entiende por residencia habitual el lugar en que la persona vive en el momento del censo, y en el que además, ha estado y tiene la intención de permanecer por algún tiempo.
Debido a que en muchos casos las personas empadronadas no se han desplazado desde algún tiempo, la definición de residencia habitual es bastante clara. Sin embargo, en otras ocasiones la definición puede estar sujeta a varias interpretaciones, especialmente cuando la persona ha realizado traslados frecuentes.
Es preciso indicar que este concepto difiere de lugar de presencia en el momento del censo o lugar de recuento, que indica el lugar geográfico que se encontraba la persona al momento del censo y no el lugar de residencia habitual. en muchos casos se aplica el lugar donde durmió la noche anterior.

Criterios para definir lugar de residencia habitual
De acuerdo a los principios y recomendaciones entregados por las Naciones Unidas, existirían dos criterios principales:
- Que el lugar en que la persona ha vivido de forma ininterrumpida durante la mayor parte del tiempo en un plazo de los últimos 12 meses, entendiéndose que al menos ha permanecido en forma efectiva 6 meses y un día. Esto sin contar las ausencias de este lugar por motivos laborales o de vacaciones. O donde existe la intención de vivir durante al menos 6 meses.

- Que el lugar en que la persona ha vivido de forma ininterrumpida durante al menos los últimos 12 meses. Esto sin contar las ausencias de este lugar por motivos laborales o de vacaciones. O donde existe la intención de vivir durante al menos 12 meses.

## Otros usos del término
Sector turismo
El concepto lugar de residencia habitual es utilizado con frecuencia en turismo y permite la clasificación de los visitantes de conformidad con su lugar de origen y para la caracterización de su destino, de esta manera, se hace posible identificar las diferentes formas de turismo.
De acuerdo a las recomendaciones internacionales para las estadísticas del turismo El lugar de residencia habitual es el lugar geográfico en que la persona empadronada reside habitualmente,(…) Aunque la mayoría de las personas no tendrán dificultades en declarar su lugar de residencia habitual, cierto número de casos especiales en que las personas parecen tener más de un lugar de residencia habitual producirán probablemente cierta confusión (…).
El concepto de lugar de residencia habitual se utiliza con frecuencia en estudios de turismo interno, especialmente en el plano subnacional.